# Писарево (Липецкая область)
Писарево — деревня Воскресенского сельсовета Данковского района Липецкой области России.

## География
Деревня находится на правом берегу Птань, на юге граничит с деревней Гусёвка.
Через Писарево проходит автомобильная дорога, имеется остановка общественного транспорта.

## Население
| 2010 |
| ---- |
| 50   |

Население деревни в 2009 году составляло 76 человек (32 двора), в 2015 году — 44 человека.